# Microregiunea Szigetvár
Microregiunea Szigetvár (în maghiară Szigetvári kistérség) a fost o microregiune statistică (kistérség) din județul Baranya, Ungaria.
Cu o populație de 25.778 locuitori și o suprafață de 668,91 km2, aceasta a existat până în 2014, când în Ungaria, microregiunile ”kistérségek” au fost înlocuite de districte (járások).